# جرذان الصحراء (مسلسل)
جرذان الصحراء، تدور أحداث مسلسل جرذان الصحراء في قصر أحد الأثرياء الذي يحيط به مجموعة من الانتهازيين والنفعيين من خلال انتمائهم للقصر إما بالخدمة أو المصاهرة وحياة الترف في القصور، المسلسل من تأليف عبد الله بخيت وإخراج أيمن شيخاني.

## الممثلون
- غازي حسين
- سوسن الحاج
- هدى الخطيب
- عبد الله العامر
- ميسون الرويلي
- رؤى الصبان
- سعيد قريش
- فخرية خميس
- عبد العزيز السكيرين
- نصرة الحربي
- غدير الزدجالي
- عادل الزهراني
- محمد المنصور
- وفاء البلوشي
- أيمن المديفر
- نور حسين
- عبد الرحمن الرقراق
- جميل علي
- روان العامر
- عبد العزيز النتيفي
- أحمد شعيب
- حسناء إبراهيم
- شمعة محمد
- محمد بخش
- فهد غزولي
- عمر الجاسر
- محمد الكنهل

## وصلات خارجية
- مسلسل جرذان الصحراء، سينما كوم